# Communauté de communes des Monts de Vologne
La communauté de communes des Monts de Vologne est une ancienne communauté de communes française, qui était située dans le département des Vosges et la région Lorraine.

## Histoire
La communauté de communes est dissoute le 31 décembre 2013.
La commune de Barbey-Seroux rejoint la communauté de communes du Val de Neuné. Les communes d'Aumontzey, Herpelmont et Jussarupt intègrent la communauté de communes Vologne-Durbion. Les communes de Champdray et Granges-sur-Vologne adhèrent à la communauté de communes des Lacs et des Hauts Rupts.

## Composition
Elle était composée de 6 communes :
| Nom                         | Code Insee | Gentilé    | Superficie (km2) | Population (dernière pop. légale) | Densité (hab./km2) |
| --------------------------- | ---------- | ---------- | ---------------- | --------------------------------- | ------------------ |
| Granges-sur-Vologne (siège) | 88218      | Gringeauds | 29,64            | 2 251 (2013)                      | 76                 |
| Aumontzey                   | 88018      | Azmontains | 3,37             | 481 (2013)                        | 143                |
| Barbey-Seroux               | 88035      |            | 7,32             | 141 (2014)                        | 19                 |
| Champdray                   | 88085      | Chandeleys | 9,49             | 171 (2014)                        | 18                 |
| Herpelmont                  | 88240      |            | 5,58             | 279 (2014)                        | 50                 |
| Jussarupt                   | 88256      |            | 6,57             | 269 (2014)                        | 41                 |

## Administration
| Période                                  | Période          | Identité        | Étiquette | Qualité                              |
| ---------------------------------------- | ---------------- | --------------- | --------- | ------------------------------------ |
| Les données manquantes sont à compléter. |                  |                 |           |                                      |
|                                          | 1er janvier 2014 | Fabien Jakuboye |           | Maire de Barbey-Seroux (depuis 2001) |